# Anisodactylus ovularis
Anisodactylus ovularis es una especie de escarabajo de tierra del género Anisodactylus, categorizada en la tribu Harpalini, de la subfamilia Harpalinae.

## Distribución
Se distribuye por América del Norte: Estados Unidos y Canadá.

## Taxonomía
Fue descrita por Casey en 1914.
Tratamiento taxonómico
La especie aparece registrada y publicada en A revision of the nearctic Harpalinae. -. pp. 45-305, in: CASEY, T.L. [ed.]: Memoirs on the Coleoptera. Volume V: 387 pp. (Lancaster: New Era Publishing Co.). (1914).